# Stratiomyella nana
Stratiomyella nana är en tvåvingeart som beskrevs av James 1953. Stratiomyella nana ingår i släktet Stratiomyella och familjen vapenflugor. Inga underarter finns listade i Catalogue of Life.